# 81 av. J.-C.
Cette page concerne l'année 81 av. J.-C. du calendrier julien proleptique.

## Événements
- 20 octobre 82 av. J.-C. (1er janvier 673 du calendrier romain) : début à Rome du consulat de Cnaeus Cornelius Dolabella et Marcus Tullius Decula[1].

- Printemps : le gouverneur d'Hispanie citérieure marianiste Sertorius, chassé par le syllanien Caius Annius Luscus s'embarque avec 3 000 hommes à Carthagène et passe en Afrique ; repoussé par les locaux, il retourne en Espagne vers le mois de juillet[2].
- 1er juin : clôture des proscriptions de Sylla[3]. Selon Appien, 105 sénateurs et seize cents chevaliers ont été exécutés, et un nombre non spécifié de personnes (4 700 selon Valerius Maximus[4].
- Automne : 
  - Révolte populaire maure contre Ascalis, fils d'Iphtas, roitelets de la région de Tingis (Tanger). Des pirates ciliciens, en pourparlers avec Sertorius durant l'été et l'automne, "cinglent vers l'Afrique pour rétablir Ascalis sur le trône de Maurusie" (Plutarque). Ascalis reçoit également le secours de Vibius Paccianus envoyé par Sylla. Sertorius intervient de nouveau en Afrique pour aider les insurgés maures, bat Paccianus, qui est tué, oblige son armée à le rejoindre puis assiège et prend Tingis et détrône Ascalis. Au printemps suivant, Sertorius quitte la Maurétanie à l'appel des Lusitaniens, révoltés contre le gouverneur syllanien de l'Ultérieure[2].
  - Arrivée de Pompée en Afrique. Les marianistes d’Afrique, dirigés par C. Domitius Ahenobarbus, ont détrôné le roi de Numidie orientale Hiempsal II, fils de Gauda, partisan de Sylla, et l’ont remplacé par Hierbas II. Pompée intervient pour le restaurer, bat les Marianistes et tue Ahenobarbus. Les vétérans gétules établis par Marius sont dépossédés de leur citoyenneté romaine et remis sous l'autorité de Hiempsal[5].
- 26 octobre - 1er novembre : ludi Victoriæ Sullanæ[6]. Sylla organise des Jeux sur le mode grec à Rome.

- Lucius Licinius Murena est rappelé d’Asie par Sylla, qui a dépêché Aulus Gabinius pour conclure la paix. Murena envahit une troisième fois le Pont mais cette fois-ci Mithridate VI, qui connait par ses espions la position de Sylla, réagit, remporte une victoire décisive sur les Romains et les chasse de Cappadoce[7]. Fin de la deuxième guerre de Mithridate. Mithridate VI doit se réconcilier avec Ariobarzane Ier de Cappadoce sur la base du statu quo[8]. La fille de Mithridate, âgée de quatre ans, est fiancée au fils d’Ariobarzane. À Rome, Murena reçoit les honneurs du triomphe[9].

- À Rome, loi Cornelia contre la vénalité du corps électoral (loi sur la brigue)[10].
- Pro Quinctio, premier plaidoyer connu de Cicéron comme avocat[11].

## Décès
- Septembre : Sextus Roscius, assassiné. Son fils, suspecté du meurtre, est défendu par Cicéron.
- Quintus Lucretius Ofella, assassiné sur ordre de Sylla.